# Nigella oxypetala
Nigella oxypetala — вид квіткових рослин з родини жовтецевих (Ranunculaceae).

## Біоморфологічна характеристика
Однорічна рослина. Пелюстки жовті. Листки чергові. 

## Поширення
Поширення: Україна [Крим], Південний Кавказ, Іран, Ірак, Ліван-Сирія, Туреччина.